# Leonhard von Fels
Leonhard von Fels (néhol Leonard von Fels, magyarosan Fels Lénárt) (1497 – ?) osztrák katonatiszt,  I. Ferdinánd magyar király hadvezére a 16. században.

## Életpályája
1529-ben részt vett az I. Szulejmán oszmán szultán Bécs elleni támadásának visszaverésében. Érdemeiért 1530-ban tábornagyi (Generalfeldmarschall) rangot kapott. I. Ferdinánd magyar király hadvezéreként Szapolyai János ellenkirály vezérei ellen szerencsésen harcolt. 1537-ben visszafoglalta Regécet és Tályát, miután pedig Perényi Péter és Bebek Ferenc támadását tiszamelléki táborából visszaverte, Tokajt is hatalmába kerítette. 1538-ban Johannes von Weeze lundi érsek társaságában részt vett azokban az alkudozásokban, amelyek a váradi béke megkötésére vezettek.
1540 őszén Ferdinánd parancsára Buda ostromára készült. Útközben bevette Visegrád alsó erődítményeit, Ó-Buda mellett táborba szállt. Magát Buda várát október  20-tól november 16-ig ostromolta, de részben betegeskedése, részben a császári és magyar vezérek és hadak viszálykodása miatt nem ért célhoz. Novemberben felhagyott az ostrommal, visszaindult és elfoglalta Visegrádot, majd Tata és Pápa vidékére vonult téli szállásra. Részt vett az 1542. évi eredménytelen hadjáratban is.